# Frugarolo
Frugarolo é uma comuna italiana da região do Piemonte, província de Alexandria, com cerca de 1.856 habitantes. Estende-se por uma área de 27,27 km², tendo uma densidade populacional de 69 hab/km². Faz fronteira com Alessandria, Bosco Marengo, Casal Cermelli, Castellazzo Bormida.

## Demografia
| Variação demográfica do município entre 1861 e 2011                               |
|                                                                                   |
| Fonte: Istituto Nazionale di Statistica (ISTAT) - Elaboração gráfica da Wikipedia |